# Десподжа, Наташа Стотт
Ната́ша Дже́ссика Стотт Деспо́джа (англ. Natasha Jessica Stott Despoja; 9 сентября 1969, Аделаида, Южная Австралия, Австралия) — австралийский политик от социал-либеральной партии «Австралийские демократы». На момент своего избрания была самой молодой женщиной-депутатом в истории страны.

## Биография
Наташа Джессика Стотт Десподжа родилась 9 сентября 1969 года в Аделаиде (штат Южная Австралия, Австралия) в семье Марио Десподжа и Ширли Стотт. Её отец был эмигрантом из Югославии, в 1977 году объявившим об открытии самопровозглашённого представительства «независимой Хорватии» в Канберре.
Наташа начала свою журналистскую карьеру в начале 1990-х годов. С 29 ноября 2005 года по 30 июня 2008 года Стотт Десподжа была сенатором Южной Австралии.
Наташа замужем за Иэном Смитом. У супругов есть двое детей — сын Конрад Дэвис Стотт-Смит (род.2005) и дочь Корделия Джессика Стотт-Смит (род.06.03.2008).